# Nokardioza
Nokardioza - rzadkie zakażenie wywoływane przez drobnoustroje z rodzaju Nocardia - ściśle tlenowe, Gram-dodatnie bakterie przybierające kształt delikatnych, rozgałęzionych nitkowatych form. Występują powszechnie w glebie, czasem mogą zostać wyizolowane z plwociny osób zakażonych. Nokardioza występuje w 2 odmianach: nokardioza płucna wywoływana przez drobnoustrój Nocardia asteroides oraz nokardioza podskórna wywoływana przez Nocardia brasiliensis. Leczenie zwykle sulfonamidami.